# Hidden Treasures
Hidden Treasures es un EP de la banda estadounidense de thrash metal Megadeth, publicado el 18 de julio de 1995 a través de Capitol Records. Contiene temas que habían aparecido originalmente en bandas sonoras y en álbumes de tributo. Cuatro de las canciones fueron lanzadas como sencillos y tres de ellas consiguieron ser nominadas al premio Grammy en la categoría de mejor interpretación de metal; no obstante, el EP recibió principalmente críticas negativas.

## Trasfondo
Hidden Treasures recopila canciones que Megadeth había grabado para distintos proyectos pero que no habían aparecido en ninguno de sus álbumes de estudio. La mayoría son contribuciones a bandas sonoras de películas. En 1989, el grupo fue contactado para grabar su propia versión de «No More Mr. Nice Guy» de Alice Cooper para el largometraje Shocker. Esta fue la primera vez que la banda trabajaba como trío, debido a que Jeff Young acababa de ser expulsado y Marty Friedman aún no había ingresado en la formación. Tras su lanzamiento alcanzaría la decimotercera posición del UK Singles Chart. Posteriormente, el conjunto grabaría la pista «Go to Hell» para la banda sonora de Bill & Ted's Bogus Journey y que salió a la venta en 1991. El tema comienza con la misma plegaria que Metallica utilizó más adelante en «Enter Sandman».
Durante el año 1993, Megadeth editó otras tres pistas para su inclusión en distintas bandas sonoras. La grabación de «Angry Again» tuvo lugar durante las sesiones del álbum Countdown to Extinction y fue incluida en la película Last Action Hero, además consiguió una nominación al premio Grammy en la categoría de mejor interpretación de metal y ha aparecido con frecuencia en los recopilatorios del grupo. Por su parte, «Breakpoint» fue incorporada a la banda sonora del largometraje Super Mario Bros. «99 Ways to Die», también nominada al Grammy, fue grabada para The Beavis and Butt-head Experience. Otra canción, «Diadems» apareció en la película, Demon Knight.
Además de sus contribuciones a bandas sonoras, la agrupación incluyó una versión de «Paranoid» de Black Sabbath en el álbum de tributo Nativity in Black de 1994 y que posteriormente recibiría una nominación al Grammy. Por otra parte, el tema que cierra el álbum es una nueva versión de «Problems» de Sex Pistols.

## Lanzamiento y recepción
Hidden Treasures fue editado inicialmente en Europa como un disco adicional de la edición especial de Youthanasia, antes de salir a la venta como EP en Japón y los Estados Unidos. Tras su lanzamiento alcanzó el puesto 90 del Billboard 200 gracias a la venta de 13 000 copias en su primera semana. En diciembre de 2005, el disco había conseguido la cifra de 286 000 unidades vendidas solo en los Estados Unidos. Por su parte, en Reino Unido se situó en vigésima octava posición y en Japón, en la decimotercera. Mientras que en Europa y en el país nipón fue reeditado en 2007, en Estados Unidos el álbum está fuera de impresión, aunque la mayoría de las canciones están incluidas en el recopilatorio Warchest.
El EP recibió generalmente reseñas mediocres de la crítica. Stephen Thomas Erlewine de Allmusic señaló que «no tiene canciones de primer nivel» y destacó únicamente a «99 Ways to Die». Por su parte, el libro Rolling Stone Album Guide lo puntuó con una nota de dos sobre cinco y uno de sus críticos comentó que «solo merece la pena para escuchar “99 Ways to Die”». Dean Golemis del Chicago Tribune escribió que el álbum es «típico Megadeth» con «rápidos riffs» y «altaneros gruñidos». Carlos Ramírez de Noisecreep remarcó que el disco contiene varios temas infravalorados «que merecen ser destacados», además alabó el duelo de guitarras entre Dave Mustaine y Marty Friedman en «Go to Hell».

## Lista de canciones
| N.º | Título                 | Escritor(es)                                               | Duración |  |
| 1.  | «No More Mr. Nice Guy» | Alice Cooper y Michael Bruce                               | 3:02     |  |
| 2.  | «Breakpoint»           | Dave Mustaine, David Ellefson, Marty Friedman y Nick Menza | 3:29     |  |
| 3.  | «Go to Hell»           | Mustaine, Ellefson, Friedman y Menza                       | 4:36     |  |
| 4.  | «Angry Again»          | Mustaine                                                   | 3:47     |  |
| 5.  | «99 Ways to Die»       | Mustaine                                                   | 3:58     |  |
| 6.  | «Paranoid»             | Tony Iommi, Ozzy Osbourne, Geezer Butler y Bill Ward       | 2:32     |  |
| 7.  | «Diadems»              | Mustaine                                                   | 3:55     |  |
| 8.  | «Problems»             | Johnny Rotten, Steve Jones, Glen Matlock y Paul Cook       | 3:57     |  |

| Pistas adicionales de la edición japonesa y de la reedición de 2007 |                              |                  |                               |      |          |  |
| N.º                                                                 | Título                       | Letras           | Música                        | Nota | Duración |  |
| 9.                                                                  | «À Tout le Monde»            | Mustaine         | Mustaine                      |      | 4:29     |  |
| 10.                                                                 | «Symphony of Destruction»    | Mustaine         | Mustaine                      | Demo | 5:29     |  |
| 11.                                                                 | «Architecture of Aggression» | Mustaine         | Mustaine y Ellefson           | Demo | 2:49     |  |
| 12.                                                                 | «New World Order»            | Mustaine y Menza | Mustaine, Friedman y Ellefson | Demo | 3:47     |  |

Fuentes: Libreto y Allmusic.

## Créditos
| Megadeth - Dave Mustaine – guitarra y voz principal - David Ellefson – bajo y coros - Marty Friedman – guitarra - Nick Menza – batería | Producción - Desmond Child y Dave Mustaine - producción (pista 1) - Max Norman y Dave Mustaine - producción (pistas 2-8) - Max Norman - ingeniería (pistas 2-8) y mezcla (pistas 2-6) - Max Norman y Dave Mustaine - mezcla (pistas 7 y 8) |

Fuente: Libreto.

## Posición en las listas
| País           | Lista              | Mejor posición | Ref.   |
| -------------- | ------------------ | -------------- | ------ |
| Estados Unidos | Billboard 200      | 90             | [ 21 ] |
| Japón          | Oricon Album Chart | 13             | [ 22 ] |
| Reino Unido    | UK Albums Chart    | 28             | [ 6 ]  |